# ルーヴルの猫
『ルーヴルの猫』は、松本大洋による漫画。
『ビッグコミックオリジナル』（小学館刊）2016年第13号より連載が開始。2017年第15号を以て完結した。
ルーヴル美術館に棲む猫たちとそれを取り巻く人間たちを描いた作品。人間が登場しない場面では、猫たちが擬人化して描写されるのが特徴。

## あらすじ
ルーヴル美術館でガイドの仕事をしているセシルは、ある日館内で小さな白猫を目撃する。別の日、ドーヒルから来た子どもたちを案内し終えたセシルは2人の子どもが帰宅していないとの報告を受ける。監視カメラで子どもたちを発見したセシルは、夜警のマルセルとパトリックとともに彼らのもとへ向かう。白猫を捕まえようとする子どもたちを見つけ追いかけるが、白猫は行き止まりの部屋で忽然と姿を消してしまう。マルセルは白猫が絵の中に逃げたと主張する。

## 登場人物

### ルーヴル美術館の猫

#### ゆきのこ
小柄な白猫。いつも眠たそうにしている。マルセルには「白いの」と呼ばれている。

#### アオヒゲ
ルーヴルの猫たち取りまとめる大柄な猫。右目に大きな傷痕がある。マルセルには「大将」と呼ばれている。

#### イロコ
毛並みの綺麗な雌猫。いつも長い髪を櫛で梳かしている。

#### 棒っきれ
細身の猫。ゆきのこのことを気にかけている。パトリックに「毛無し」と呼ばれる。

#### フトッチョ
名前の通り丸々と太った猫。

#### 長老
いつも毛布にくるまって寝ている。

#### ノコギリ
目つきの鋭い黒猫。ゆきのこがキケンを呼ぶと主張し、殺そうとする。

### ルーヴル美術館の人

#### セシル・グリーン
ルーヴル美術館でガイドの仕事をしている、眼鏡をかけた中年の女性。

#### マルセル
ルーヴル美術館の夜警。曽祖父の代からルーヴルで働いている。50年以上昔にルーヴルで姿を消した姉に会いたいと願っている。

#### アリエッタ
マルセルの3つ違いの姉。ある日突然ルーヴルで姿を消す。

#### パトリック・ナスリ
新入り。マルセルとともに夜のルーヴルを巡回する。

### その他の人・動物

#### シャルル・ド・モンヴァロン
世界一の修復士。厳格で気高く、「絵の魂を呼びおこす」とまで謳われる。

#### クモ
屋根裏の窓に巣を作っているクモ。

#### イヌ
夜の公園で猫たちを襲う。名前はユリス。

## 作中に登場する美術品
- アモルの葬列
- モナ・リザ

## 各話リスト
| 話数 | サブタイトル           | 収録巻 |
| ---- | ---------------------- | ------ |
| 1    | 屋根裏部屋の秘密       | 上巻   |
| 2    | 満月の秘密             | 上巻   |
| 3    | 子どもたちの秘密       | 上巻   |
| 4    | ノコギリの秘密         | 上巻   |
| 5    | マルセルの秘密         | 上巻   |
| 6    | 三日月の夜の秘密       | 上巻   |
| 7    | 棒っきれの秘密         | 上巻   |
| 8    | 小さなクモの秘密       | 上巻   |
| 9    | 屋根の上の秘密         | 上巻   |
| 10   | 夜警のコーヒーの秘密   | 上巻   |
| 11   | チュイルリー公園の秘密 | 下巻   |
| 12   | 雪の朝の秘密           | 下巻   |
| 13   | 修復士の秘密           | 下巻   |
| 14   | セシルの秘密           | 下巻   |
| 15   | アモルの葬列の秘密     | 下巻   |
| 16   | 古い懐中時計の秘密     | 下巻   |
| 17   | 白猫と少女の秘密       | 下巻   |
| 18   | ルーヴルの秘密         | 下巻   |